# Handball-Europameisterschaft der Frauen 2026/Qualifikation
Die Qualifikation zur Teilnahme an der Handball-Europameisterschaft der Frauen 2026 begann am 20. November 2021 mit dem Zuschlag für die Ausrichtung der Europameisterschaft an den Handballverband von Russland; nachdem dem russischen Verband die Austragung entzogen worden war, bekamen die Verbände von Polen, Rumänien, Tschechien, der Slowakei und der Türkei den Zuschlag für die Ausrichtung.

## Gastgeber
Als ursprünglich geplante Gastgebernation wäre die Auswahl von Russland gesetzt gewesen. Die Europäische Handballföderation (EHF) schloss am 28. Februar 2022 nach dem russischen Überfall auf die Ukraine 2022 alle russischen und belarussischen Teams von ihren Wettbewerben aus. Davon betroffen ist sowohl die russische Nationalmannschaft als auch der Verband selbst (Stand: Juli 2023). Im Juli 2023 gab die EHF bekannt, einen neuen Gastgeber zu suchen.
Gesetzt sind somit bei dem Turnier die Verbände von Polen, Rumänien, Tschechien, der Slowakei und der Türkei.

## Europameisterschaft 2024
Die Europameisterschaft 2024 wurde im November und Dezember 2024 ausgetragen. Die drei bestplatzierten Teams sind qualifiziert zur Teilnahme an der Europameisterschaft 2026: Norwegen, Dänemark und Ungarn.

## Qualifikationsspiele
16 Startplätze werden in Qualifikationsspielen ermittelt.
Nach einer Phase 1 werden 24 Mannschaften in sechs Gruppen zu je vier Teams die 16 Startplätze für die Europameisterschaft ausspielen.

### Phase 1 der Qualifikationsspiele
In der Phase 1 der Qualifikationsspiele zur Europameisterschaft 2026 traten neun Mannschaften bei drei Turnieren an. Sie spielten in drei Gruppen zu je drei Teams mit je einem Spiel jeder gegen jeden; die drei Turniere wurden vom 7. bis 9. März 2025 ausgetragen. Die Gruppenauslosung wurde am 20. Dezember 2024 in Wien vorgenommen. Die Gruppensieger zogen in Phase 2 der Qualifikationsspiele ein.

#### Gruppe 1
Das Recht, dieses Turnier auszurichten, wurde dem Verband des Vereinigten Königreichs zugelost. Dieser verzichtete auf das Austragungsrecht, das darauf an den Verband von Bosnien und Herzegowina fiel. Die drei Spiele fanden vom 7. bis 9. März 2025 in Tuzla statt. Die Mannschaft aus Bosnien-Herzegowina gewann das Turnier.
| Pl.                              | Land                    | Sp. | S | U | N | Tore    | Diff. | Punkte |
| -------------------------------- | ----------------------- | --- | - | - | - | ------- | ----- | ------ |
| 1.                               | Bosnien und Herzegowina | 2   | 2 | 0 | 0 | 056:350 | +21   | 04:00  |
| 2.                               | Estland                 | 2   | 1 | 0 | 1 | 055:560 | −1    | 02:20  |
| 3.                               | Vereinigtes Königreich  | 2   | 0 | 0 | 2 | 040:600 | −20   | 00:40  |
| Quelle: EHF, Stand: 9. März 2025 |                         |     |   |   |   |         |       |        |

#### Gruppe 2
Das Recht, dieses Turnier auszurichten, wurde dem Verband Bulgariens zugelost. Die drei Spiele wurden vom 7. bis 9. März 2025 in Warna ausgetragen. Sieger des Turniers wurde die Mannschaft aus Litauen.
| Pl.                              | Land      | Sp. | S | U | N | Tore    | Diff. | Punkte |
| -------------------------------- | --------- | --- | - | - | - | ------- | ----- | ------ |
| 1.                               | Litauen   | 2   | 2 | 0 | 0 | 066:310 | +35   | 04:00  |
| 2.                               | Bulgarien | 2   | 1 | 0 | 1 | 060:410 | +19   | 02:20  |
| 3.                               | Malta     | 2   | 0 | 0 | 2 | 022:760 | −54   | 00:40  |
| Quelle: EHF, Stand: 9. März 2025 |           |     |   |   |   |         |       |        |

#### Gruppe 3
Das Recht, dieses Turnier auszurichten, wurde dem Verband Zyperns zugelost. Austragungsort der drei Spiele vom 7. bis 9. März 2025 war Engomi. Das belgische Team gewann das Turnier.
| Pl.                              | Land      | Sp. | S | U | N | Tore    | Diff. | Punkte |
| -------------------------------- | --------- | --- | - | - | - | ------- | ----- | ------ |
| 1.                               | Belgien   | 2   | 2 | 0 | 0 | 054:410 | +13   | 04:00  |
| 2.                               | Zypern    | 2   | 1 | 0 | 1 | 044:420 | +2    | 02:20  |
| 3.                               | Luxemburg | 2   | 0 | 0 | 2 | 044:590 | −15   | 00:40  |
| Quelle: EHF, Stand: 9. März 2025 |           |     |   |   |   |         |       |        |

### Phase 2 der Qualifikationsspiele
In Phase 2 der Qualifikationsspiele werden 24 Mannschaften in sechs Gruppen zu je vier Teams die 16 Startplätze für die Europameisterschaft ausspielen. Für die Europameisterschaftsteilnahme qualifizieren sich die Teams auf den Plätzen 1 und 2 der sechs Gruppen sowie die vier besten Drittplatzierten.
Die 24 Teilnehmer an der Phase 2 der Qualifikationsspiele sind:
- die drei Gruppensieger aus Phase 1 der Qualifikationsspiele:[7] Bosnien-Herzegowina, Litauen und Belgien[8]
- Österreich, Kroatien, Färöer, Finnland, Frankreich, Deutschland, Griechenland, Island, Israel, Italien, Kosovo, Montenegro, Niederlande, Nordmazedonien, Portugal, Serbien, Slowenien, Spanien, Schweden, Schweiz und Ukraine

Die 24 Mannschaften wurden anhand der Platzierung in der EHF-Rangliste in vier Lostöpfe zu je sechs Mannschaften eingeteilt. In Topf A waren Frankreich, Schweden, die Niederlande, Deutschland, Montenegro und Spanien. Topf B enthielt die Lose der Mannschaften aus Slowenien, Kroatien, Österreich, Schweiz, Serbien und Island. Dem Topf C waren die Teams Nordmazedonien, Ukraine, Portugal, Italien, Griechenland und Kosovo zugeteilt, im Topf D Färöer, Finnland, Israel, Bosnien-Herzegowina, Litauen und Belgien. Die Auslosung der Gruppen fand am 20. März 2025 in Cluj-Napoca statt.
In jeder der sechs Gruppen spielen die Mannschaften jeweils zwei Spiele (heim und asuwärts) Jeder gegen Jeden. Die Spiele werden vom 15. bis 19. Oktober 2025, 4. bis 8. März 2026 und vom 8. bis 12. April 2026 ausgetragen.

#### Gruppe 1
| Pl.                               | Land       | Sp. | S | U | N | Tore  | Diff. | Punkte |
| --------------------------------- | ---------- | --- | - | - | - | ----- | ----- | ------ |
| 1.                                | Frankreich | 0   | 0 | 0 | 0 | 00:00 | ±0    | 0      |
| 2.                                | Kroatien   | 0   | 0 | 0 | 0 | 00:00 | ±0    | 0      |
| 3.                                | Kosovo     | 0   | 0 | 0 | 0 | 00:00 | ±0    | 0      |
| 4.                                | Finnland   | 0   | 0 | 0 | 0 | 00:00 | ±0    | 0      |
| Quelle: EHF, Stand: 20. März 2025 |            |     |   |   |   |       |       |        |

#### Gruppe 2
| Pl.                               | Land                    | Sp. | S | U | N | Tore  | Diff. | Punkte |
| --------------------------------- | ----------------------- | --- | - | - | - | ----- | ----- | ------ |
| 1.                                | Niederlande             | 0   | 0 | 0 | 0 | 00:00 | ±0    | 0      |
| 2.                                | Schweiz                 | 0   | 0 | 0 | 0 | 00:00 | ±0    | 0      |
| 3.                                | Italien                 | 0   | 0 | 0 | 0 | 00:00 | ±0    | 0      |
| 4.                                | Bosnien und Herzegowina | 0   | 0 | 0 | 0 | 00:00 | ±0    | 0      |
| Quelle: EHF, Stand: 20. März 2025 |                         |     |   |   |   |       |       |        |

#### Gruppe 3
| Pl.                               | Land           | Sp. | S | U | N | Tore  | Diff. | Punkte |
| --------------------------------- | -------------- | --- | - | - | - | ----- | ----- | ------ |
| 1.                                | Deutschland    | 0   | 0 | 0 | 0 | 00:00 | ±0    | 0      |
| 2.                                | Slowenien      | 0   | 0 | 0 | 0 | 00:00 | ±0    | 0      |
| 3.                                | Nordmazedonien | 0   | 0 | 0 | 0 | 00:00 | ±0    | 0      |
| 4.                                | Belgien        | 0   | 0 | 0 | 0 | 00:00 | ±0    | 0      |
| Quelle: EHF, Stand: 20. März 2025 |                |     |   |   |   |       |       |        |

#### Gruppe 4
| Pl.                               | Land       | Sp. | S | U | N | Tore  | Diff. | Punkte |
| --------------------------------- | ---------- | --- | - | - | - | ----- | ----- | ------ |
| 1.                                | Montenegro | 0   | 0 | 0 | 0 | 00:00 | ±0    | 0      |
| 2.                                | Island     | 0   | 0 | 0 | 0 | 00:00 | ±0    | 0      |
| 3.                                | Portugal   | 0   | 0 | 0 | 0 | 00:00 | ±0    | 0      |
| 4.                                | Färöer     | 0   | 0 | 0 | 0 | 00:00 | ±0    | 0      |
| Quelle: EHF, Stand: 20. März 2025 |            |     |   |   |   |       |       |        |

#### Gruppe 5
| Pl.                               | Land     | Sp. | S | U | N | Tore  | Diff. | Punkte |
| --------------------------------- | -------- | --- | - | - | - | ----- | ----- | ------ |
| 1.                                | Schweden | 0   | 0 | 0 | 0 | 00:00 | ±0    | 0      |
| 2.                                | Serbien  | 0   | 0 | 0 | 0 | 00:00 | ±0    | 0      |
| 3.                                | Ukraine  | 0   | 0 | 0 | 0 | 00:00 | ±0    | 0      |
| 4.                                | Litauen  | 0   | 0 | 0 | 0 | 00:00 | ±0    | 0      |
| Quelle: EHF, Stand: 20. März 2025 |          |     |   |   |   |       |       |        |

#### Gruppe 6
| Pl.                               | Land         | Sp. | S | U | N | Tore  | Diff. | Punkte |
| --------------------------------- | ------------ | --- | - | - | - | ----- | ----- | ------ |
| 1.                                | Spanien      | 0   | 0 | 0 | 0 | 00:00 | ±0    | 0      |
| 2.                                | Österreich   | 0   | 0 | 0 | 0 | 00:00 | ±0    | 0      |
| 3.                                | Griechenland | 0   | 0 | 0 | 0 | 00:00 | ±0    | 0      |
| 4.                                | Israel       | 0   | 0 | 0 | 0 | 00:00 | ±0    | 0      |
| Quelle: EHF, Stand: 20. März 2025 |              |     |   |   |   |       |       |        |

## Vorbereitungsspiele (EHF Euro Cup)
Die fünf Gastgebermannschaften und die drei besten Teams der Europameisterschaft 2024 treten zur Vorbereitung auf das Turnier, zu dem sie automatisch qualifiziert sind, im EHF Euro Cup in zwei Gruppen zu je vier Teams jeder gegen jeden in Hin- und Rückspielen gegeneinander an. Erstmals findet im Anschluss an diese Gruppenspiele eine Finalrunde statt.

### Gruppe 1
| Pl. | Land     | Sp. | S | U | N | Tore  | Diff. | Punkte |
| --- | -------- | --- | - | - | - | ----- | ----- | ------ |
| 1.  | Norwegen | 0   | 0 | 0 | 0 | 00:00 | ±0    | 0      |
| 2.  | Polen    | 0   | 0 | 0 | 0 | 00:00 | ±0    | 0      |
| 3.  | Rumänien | 0   | 0 | 0 | 0 | 00:00 | ±0    | 0      |
| 4.  | Slowakei | 0   | 0 | 0 | 0 | 00:00 | ±0    | 0      |

### Gruppe 2
| Pl. | Land       | Sp. | S | U | N | Tore  | Diff. | Punkte |
| --- | ---------- | --- | - | - | - | ----- | ----- | ------ |
| 1.  | Dänemark   | 0   | 0 | 0 | 0 | 00:00 | ±0    | 0      |
| 2.  | Ungarn     | 0   | 0 | 0 | 0 | 00:00 | ±0    | 0      |
| 3.  | Tschechien | 0   | 0 | 0 | 0 | 00:00 | ±0    | 0      |
| 4.  | Türkei     | 0   | 0 | 0 | 0 | 00:00 | ±0    | 0      |

### Finalrunde
Die beiden besten Teams jeder Gruppe spielen in der Finalrunde gegeneinander. Diese findet vom 21. bis 27. September 2026 statt.

## Qualifizierte Teams
| Mannschaft aus | Qualifiziert durch                  | Datum der Qualifikation | Teilnahmen an den bisherigen 16 Europameisterschaften von 1994 bis 2024 | Teilnahmen an den bisherigen 16 Europameisterschaften von 1994 bis 2024                        | Teilnahmen an den bisherigen 16 Europameisterschaften von 1994 bis 2024 |
| Mannschaft aus | Qualifiziert durch                  | Datum der Qualifikation | Anzahl                                                                  | Jahre                                                                                          | Titel                                                                   |
| -------------- | ----------------------------------- | ----------------------- | ----------------------------------------------------------------------- | ---------------------------------------------------------------------------------------------- | ----------------------------------------------------------------------- |
| Polen          | Co-Gastgeber                        | 8. März 2024            | 09                                                                      | 1996, 1998, 2006, 2014, 2016, 2018, 2020, 2022, 2024                                           | 0                                                                       |
| Rumänien       | Co-Gastgeber                        | 8. März 2024            | 15                                                                      | 1994, 1996, 1998, 2000, 2002, 2004, 2008, 2010, 2012, 2014, 2016, 2018, 2020, 2022, 2024       | 0                                                                       |
| Slowakei       | Co-Gastgeber                        | 8. März 2024            | 03                                                                      | 1994, 2014, 2024                                                                               | 0                                                                       |
| Tschechien     | Co-Gastgeber                        | 8. März 2024            | 08                                                                      | 1994, 2002, 2004, 2012, 2016, 2018, 2020, 2024                                                 | 0                                                                       |
| Türkei         | Co-Gastgeber                        | 8. März 2024            | 01                                                                      | 2024                                                                                           | 0                                                                       |
| Norwegen       | Europameisterschaft 2024 (1. Platz) | 15. Dezember 2024       | 16                                                                      | 1994, 1996, 1998, 2000, 2002, 2004, 2006, 2008, 2010, 2012, 2014, 2016, 2018, 2020, 2022, 2024 | 10 (1998, 2004, 2006, 2008, 2010, 2014, 2016, 2020, 2022, 2024)         |
| Dänemark       | Europameisterschaft 2024 (2. Platz) | 15. Dezember 2024       | 16                                                                      | 1994, 1996, 1998, 2000, 2002, 2004, 2006, 2008, 2010, 2012, 2014, 2016, 2018, 2020, 2022, 2024 | 3 (1994, 1996, 2002)                                                    |
| Ungarn         | Europameisterschaft 2024 (3. Platz) | 15. Dezember 2024       | 16                                                                      | 1994, 1996, 1998, 2000, 2002, 2004, 2006, 2008, 2010, 2012, 2014, 2016, 2018, 2020, 2022, 2024 | 1 (2000)                                                                |